# Bierbeekse
Bierbeekse is een Belgisch bier. Het wordt gebrouwen door Brouwerij Van Steenberge te Ertvelde in opdracht van de gemeente Bierbeek en de firma Terclavers (die op haar beurt eigendom is van Anheuser-Busch InBev).

## Achtergrond
De gemeente Bierbeek had nog geen eigen bier en wilde niet achterblijven. Daarom ging ze in 2003 een samenwerking aan met een firma. Haar inspiratie vond ze in een legende van keizer Karel V. Om de inwoners van de gemeente te straffen, liet hij alle bier uit de cafés uitgieten in de Molendaalbeek. Vandaar de naam “Bierbeek” volgens de legende.

## Het bier
Bierbeekse is een blond tot amberkleurig bier van hoge gisting met een alcoholpercentage van 7,3%. Het werd gelanceerd op 1 juni 2003.